# Christopher Mitchum
Christopher "Chris" Mitchum (nacido el 16 de octubre de 1943) es un actor de cine, guionista y empresario estadounidense. Nació en Los Ángeles, California; es el segundo hijo de la estrella de cine Robert Mitchum y Dorothy Mitchum, y el hermano menor del actor James Mitchum.

## Carrera cinematográfica
Mitchum apareció en más de 60 películas en 14 países. Apareció con John Wayne en las películas Chisum (1970), Rio Lobo (1970) y Big Jake (1971). La revista Box Office lo citó como una de las cinco mejores estrellas futuras y recibió el Medalla de Oro de Photoplay's Award en 1972. Ganó tanto el Golden Horse Award (1981) como The Golden Reel, premio al Mejor Actor (1988, Indonesia). Ha sido miembro de la Academia de Artes y Ciencias Cinematográficas desde 1978. Fue vicepresidente nacional del Screen Actors Guild en 1987-89 y miembro de la junta directiva de SAG en 1983-89.

## Filmografía
- Thunder Road (1958) (no acreditado)
- Young Billy Young (1969) (no acreditado)
- The Good Guys and the Bad Guys, de Burt Kennedy (1969) (no acreditado)
- Chisum (1970) como Tom O'Folliard
- Bigfoot (1970) como Rick
- Suppose They Gave a War and Nobody Came, de Hy Averback (1970) como Alturi
- Rio Lobo (1970) como Sgto. Tuscarora Phillips
- Cactus in the Snow (1971) como George
- El gran Jack, de George Sherman y John Wayne, no acreditado (1971) como Michael McCandles
- H-Bomb (1971) como Eddie Fulmer / Reddy
- Un verano para matar (1972) como Ray Castor
- A Time for Love (1973, telefilm) como Mark
- Una gota de sangre para morir amando (1973) como David
- Ricco the Mean Machine (1973) como Ricco
- Once (1974) como Creation
- Cosa Nostra Asia (1974)
- Master Samurai (1974, aka "The Agency") como James Peterson
- Bloody Sun (1974, aka "Blue Jeans & Dynamite")
- Chinese Commandos (1975, Was Never Finished / Made)
- The Last Hard Men (1976) como Hal Brickman
- Flight to Holocaust (1977, telefilm) como Mark Gates
- Stingray (1978) como Al
- One Man Jury (1978) como el sargento Blake
- The Day Time Ended (1979) como Richard
- Tusk (1980) como Richard Cairn
- A Rumor of War (1980, miniserie) como el capitán Peterson
- Desperate Target (1980, aka Escape from Russia)
- The One Armed Executioner (1981)
- Ritoru Champion (1981, aka My Champion) como Mike Gorman
- Commander Firefox (1983)
- Magnum P.I. (1984, serie de televisión) como Eric DeForrest
- The Executioner, Part II (1984) como el teniente Roger O'Malley
- Danger – Keine Zeit zum Sterben (1984) como Mr. Gull
- Rocky IV (1985) como guardia ruso
- Promises to Keep (1985, telefilm) como Tom Palmer
- The Serpent Warriors (1985) como Dr. Tim Muffett
- American Commandos (1986) como Dean Mitchell
- Final Score (1986) como Richard Brown
- Angel of Death, de Andrea Bianchi (1987, aka Commando Mengele) como Wolfgang von Backey
- Faceless (1987, (aka Les predateurs de la nuit) como Morgan
- SFX Retaliator (1987) como Steve Baker
- Death Feud (1987, aka Savage Harbor) como Bill
- Dark Mission (Operación cocaína) (1988, aka Dark Mission: Flowers of Evil) como Derek Carpenter
- Leathernecks (1989)
- We Are Seven (1989–1991, serie de televisión) como Tommy Morgan
- American Hunter (1990, aka "Lethal Hunter") como Jake Carver
- Gummibärchen küßt man nicht (1989) como Johannes / Josef Thalberg
- Aftershock (1990) como el coronel Slater
- Magic Kid (1993) como Dad
- Tombstone (1993) como trabajador del rancho
- Jungle of Fear (1993)
- Body Count (1984) como el capitán Langston
- Biohazard: The Alien Force (1995) como Donald Brady
- Lethal Cowboy (1995) como matón de la mafia
- Striking Point (1995) como el coronel Ivan Romanov
- Fugitive X: Innocent Target (1996, telefilm) como Nick
- Countdown to Disaster (1996, aka Lethal Orbit, telefilm) como Gunter
- Jimi (1996) como Chris Chandler
- Lethal Seduction (1997) como Trent Jacobson
- Motorcycle Cheerleading Mommas (1997) como él mismo
- Diamondbacks (1998) como Bill Jones
- Love and War II: The Final Showdown (1998)
- Lycanthrope (1999) como Jake Sutter
- Night of Terror (1999)
- Soul Searchers (2006) como el sheriff Traft
- The Ritual (2009) como el sheriff Traft
- Goy (2011, no llegó a finalizarse) como Harald Rosenberg
- Santa's Summer House (2012) como Pop

## Vida personal
Es el padre de Bentley Mitchum, Carrie Mitchum, Jennifer Mitchum y Kian Mitchum y el abuelo de Cappy Van Dien, Grace Van Dien, Allexanne Mitchum, Carrington Mitchum y Wyatt Mitchum Cardone.
Mitchum ha residido en Santa Bárbara (California) desde 1984. Se postuló, sin éxito, para la Asamblea Estatal de California en 1998 y la Cámara de Representantes de los EE. UU., 24º Distrito del Congreso, en 2012 y 2014.
Mitchum ha formado parte de las directivas de varias organizaciones filantrópicas y ha recaudado fondos para numerosas organizaciones benéficas.